# Mastermind Volume One
Mastermind is het debuutalbum van de gelijknamige band uit de New Jersey, Verenigde Staten. Het album is opgenomen in de eigen geluidsstudio van de gebroeders Berends te Browns Mills. Die band wordt geleid door de broers Bill en Rich Berends. De band maakt stevige progressieve rock gelijkend op Rush, waarbij de klank van Emerson, Lake & Palmer soms niet ver weg is. Het album werd in eerste instantie alleen op muziekcassette uitgegeven in 1987; in 1990 volgde een heruitgave via de compact disc.
De geluidskwaliteit van dit eerste album is matig.

## Musici
- Bill Berends – zang, gitaar, gitaarsynthesizer, basgitaar
- Rich Berends – slagwerk, percussie
- Phil Antolino – basgitaar, midi-baspedalen

## Muziek
| Nr. | Titel                     | Duur  |
| --- | ------------------------- | ----- |
| 1.  | Child of technology       | 5:50  |
| 2.  | On the wings of Mercury   | 3:40  |
| 3.  | The enemy within          | 4:14  |
| 4.  | Tidings of battle         | 5:20  |
| 5.  | A call to arms            | 5:10  |
| 6.  | Long distance love affair | 2:55  |
| 7.  | Eye of the storm          | 4:13  |
| 8.  | Fanfare                   | 4:50  |
| 9.  | Reach for the sky         | 3:58  |
| 10. | One by one                | 3:52  |
| 11. | War machine               | 10:29 |

The enemy within en Reach for the sky komen alleen voor op de heruitgave uit 1996, verzorgd door Cyclops Records.